# 伊利麥克納特鎮區 (密蘇里州麥克唐納縣)
伊利麥克納特鎮區（英語：Erie McNatt Township）是位於美國密蘇里州麥克唐納縣的一個行政鎮區。

## 地方資料
伊利麥克納特鎮區的面積為67.07平方千米，皆為陸地。根據2020年美國人口普查的數據，當地共有人口354人，而人口密度為每平方千米5.28人。